# Preszpan
Preszpan – rodzaj wielowarstwowej, mocno prasowanej tektury, w której surowcem jest papier o grubości od 0,1 mm do 50 mm. Powierzchnia preszpanu jest gładka, trudnonasiąkalna. Posiada dużą wytrzymałość mechaniczną na ścieranie i zginanie.
Do produkcji preszpanu używa się szlachetnych surowców włóknistych w postaci półmasy bawełnianej, twardej masy celulozowej, makulatury. Najcieńsze preszpany produkowano na maszynach płaskositowych, najbardziej popularne – do grubości 5 mm wykonywano na tekturówkach lub na maszynach okrągłositowych. Duże grubości wykonywano poprzez sklejenie kilku arkuszy. Aby uzyskać efekt gładkości, materiał obrabiany był poprzez prasowanie i gładzenie w kalandrze frykcyjnym, następnie był polerowany kamieniami agatowymi.
Preszpan używany jest jako materiał izolujący w elektrotechnice. Używano go także jako materiał na oprawę teczek, do wyrobu brulionów. We włókiennictwie stosowany był do wykańczania tkanin. Wykonywano z niego uszczelki do wody, olejów itp.